# غوياتوبا
غوياتوبا مدينة صغيرة وبلدية تقع في جنوب وسط ولاية غوياس البرازيلية. يبلغ تعداد سكانها 31225 نسمة حسب إحصاء سنة 2007 بينما تبلغ مساحتها 2,475 كيلومتر مربع. تعتبر غوياتوبا مصدر كبير للذرة.

## أعلام
- سوني أندرسون